# Anthony Henman
Anthony Henman (São Paulo, 15 de diciembre de 1949) es un antropólogo, escritor, investigador y docente universitario británico brasilero. Es reconocido internacionalmente por su activismo académico por la despenalización y reformas a las políticas sobre plantas como la coca (E. coca y E. novogranatense). Investiga el uso ancestral y contemporáneo de plantas enteógenas como el cactus San Pedro (Echinopsis pachanoi) y el árbol de la willka (Anadenanthera colubrina).

## Biografía
Henman nació en São Paulo, de padre inglés y madre argentina. Estudió antropología en la Universidad de Cambridge. Ha sido docente en Universidad del Cauca, en Popayán, Colombia. Fue secretario ejecutivo de la Liga Internacional Anti Prohibicionista (International Anti Prohibition League).

## Obra seleccionada
- 2016. «Asumidos, invisibles o marginales: Los usuarios de drogas en Lima, Perú.». 11 Posiciones de la Red Latinoamericana y del Caribe de personas que Usan Drogas (Red Latinoamericana y del Caribe de Personas que Usan Drogas (LANPUD), Open Society Foundations).
- 2005 [1978]. Mamacoca (Un estudio completo de la coca) (6ta edición). Lima: Juan Gutemberg Editores. p. 354.
- 2005. «La coca como planta maestra: reforma y nueva ética». Debate agrario (39): 267-278. ISSN 1017-9011.
- 2003. «¿Guerra a la coca o paz con la coca?». PUCP | RIDEI.
- 1985. «Cocaine futures». En Big deal: The politics of the illicit drugs business. Pluto Press London, Pp. 118-188.